# Комплекс Наринджан-баба
Комплекс Наринджан-баба - (узб. Norinjon bobo majmuasi) находится на большом старинном кладбище Нурымжанбаба, в южной части естественного холма высотой 102,5 метров над уровнем моря, в восточной части песков Гульдурсун, в 9,9 километрах на юг и немного восточнее от поселка Элликала, в 6 километрах на юго-запад от поселка Окалтын в Элликалинском районе Республики Каракалпакстан.

## История
Комплекс Наринджан-баба, относится к золотоордынскому периоду в Южном Приаралье. Он возведен в первой половине XIV века, а в XIX веке восстановлен в виде небольшого купольного здания из сырцового кирпича. Является одним из самых почитаемых святых мест. Комплекс представляет собой многокамерную группу зданий, первоначальным ядром которой является мавзолей.
В центре помещения расположено надгробие святого. От памятника сохранились надгробные плиты с надписями, которые теперь хранятся в Каракалпакском государственном краеведческом музее в Нукусе. Конкретной информации о святом Наринджан-баба нет. Известно то, что святой шейх был суфием и имел учеников.
Надгробие над могилой святого мраморное, а надписи на нем представляют собой керамические блоки из терракоты почерком дивани.

Надгробие в мавзолее гласит: 
«Это могила Мухаммада ибн Мусы ибн Дауда Абу Абдаллаха ан-Наранджани, мудрого, стойкого, постоянного постника на пути Божием, являющего благодать Божию на земле. Да помилует его Бог и его друзья, 712 г.».
Вход в святилище также украшен терракотовыми плитами и на них надпись:
«Султан мира, который возвел на этом месте прекрасное здание ради того, чтобы здесь останавливался народ».
В XIII веке мавзолей был обнаружен мусульманским деятелем Мухтаром-Вали, который построил новое здание мавзолея. Позже было достроено помещение для паломников. Это место часто использовалось для проведения суфийских ритуалов (зикр).
Реставрация святилища осуществлялась в 1982 и 2003 годах.